# NGC 1491
NGC 1491 is een emissienevel in het sterrenbeeld Perseus. Het hemelobject werd op 28 december 1790 ontdekt door de Duits-Britse astronoom William Herschel. In astronomische middens heeft dit object de bijnaam Fossil footprint nebula gekregen.
Vanuit de Benelux gezien kan NGC 1491, tijdens de culminatie, tot in het zenit klimmen.

## Synoniemen
- LBN 704